# Azizija džamija (Bosanska Kostajnica)
Azizija džamija je džamija koja se nalazi u Bosanskoj Kostajnici. Predstavlja najveću džamiju u bh. entitetu Republika Srpska.

## Povijest
Protjerivanjem Bošnjaka iz Srbije rezultiralo je stvaranjem novih naselja u Bosni i Hercegovini. Protjerivanje Bošnjaka iz Srbije i to iz naselja Užice,  Šabac, Sokol i Beograd odigralo se na početku šezdesetih godina 19. stoljeća na osnovu dogovora Osmanske porte i vlade 
Kneževine Srbije kao i tzv. Kanlidžijskog protokola potpisanog od Ujedinjenog Kraljevstva, Francuske, Rusije i Austro-Ugarske.
Osmanska vlada je za smještaj izbjeglica izgradila nekoliko novih naselja u sjevernoj Bosni: Brezovo Polje, Orašje, Bosanski Šamac i Bosanska Kostajnica.
Azizija džamija u Bosanskoj Kostajnici je izgrađena 1862. godine. Dobila je ime po sultanu Abdul Azizu. Džamiju su srušile snage Vojske Republike Srpske 1992. godine. Pet godina trajala je ponovna gradnja, a otvorena je 12. srpnja 2008. godine uz prisustvo reis-ul-uleme Mustafe ef. Cerića. 
Džamija je uglavnom zadržala isti izgled kao i ona prijeratna. Ima 850 četvornih metara korisne površine i, što je rijetkost u Bosni i Hercegovini, dva kata. Minaret joj ima osmougaoni presjek i sa 67 metara jedan je od najviših. Zbog svog izgleda, bjeline i čistoće Azizija je posebna, a spada u red nekoliko džamija koje imaju unutrašnju kupolu.

## Vanjske povezice
Sultan Abdul-Azizova - Azizija Dzamija  Arhivirana inačica izvorne stranice od 12. srpnja 2021. (Wayback Machine)